# Politika Bosne in Hercegovine
Politika Bosne in Hercegovine poteka v okviru parlamentarne predstavniške demokracije, pri kateri izvršilno oblast izvaja Svet ministrov Bosne in Hercegovine. Zakonodajno moč imata tako Svet ministrov kot Parlamentarna skupščina Bosne in Hercegovine. Poslanci parlamentarne skupščine so izbrani po proporcionalnem sistemu.
Sodstvo je neodvisno od izvršilne in zakonodajne oblasti. Sistem vlade, vzpostavljen z Daytonskim sporazumom, je primer konsociacionalizma, saj predstavljajo elite, ki predstavljajo tri glavne etnične skupine v državi, imenovane konstitutivna ljudstva, pri čemer ima vsaka zagotovljen delež moči.
Bosna in Hercegovina je razdeljena na dve entiteti – Federacijo Bosne in Hercegovine in Republiko Srbsko, ki sta do neke mere politično avtonomni, ter na okrožje Brčko, ki ga skupaj upravljata obe. Entitete imajo svoje ustave. Economist Intelligence Unit je Bosno in Hercegovino leta 2019 ocenil kot »hibridni režim«.  